# ГЕС Тойомі 1, 2
ГЕС Тойомі 1, 2 (豊実発電所) – гідроелектростанція в Японії на острові Хонсю. Знаходячись між ГЕС Kaminojiri 1, 2 (вище по течії) та ГЕС Каносе 1, 2, входить до складу каскаду на річці Агано, яка впадає до  Японського моря у місті Ніїгата.
В межах проекту річку перекрили бетонною гравітаційною греблею висотою 34 метра та довжиною 223 метра, яка потребувала 111 тис м3 матеріалу. Вона утримує водосховище з площею поверхні 1,28 км2 та об’ємом 18,7 млн м3 (корисний об’єм 3,1 млн м3).
Введений в експлуатацію у 1929 році перший машинний зал розташовується ліворуч від греблі. Первісно він був обладнаний шістьома турбінами типу Френсіс загальною потужністю 71,6 МВт (номінальна потужність станції рахувалась як 56,4 МВт). В 2013-му відбулась заміна обладнання, під час якої встановили дві турбіни типу Каплан загальною потужністю 62,8 МВт (номінальна потужність 61,8 МВт), які використовують напір у 25,5 метра.
В 1975 році праворуч від греблі став до ладу другий машинний зал з однією турбіною типу Каплан потужністю 61 МВт (номінальна потужність черги рахується як 57,1 МВт), розрахованою на використання напору у 24,5 метра. Вода до цього залу подається по водоводу довжиною 43 метра з діаметром від 8,5 до 8,3 метра.